# Parastenocaris delamarei
Parastenocaris delamarei är en kräftdjursart som beskrevs av Chappuis in Chappuis och Delamare Deboutteville 1958. Parastenocaris delamarei ingår i släktet Parastenocaris och familjen Parastenocarididae. Inga underarter finns listade i Catalogue of Life.